# Bitwa o Al-Dżaradi
Bitwa o Al-Dżaradi – bitwa pomiędzy Siłami Obronnymi Izraela a Egipskimi Siłami Zbrojnymi, która miała miejsce 5 czerwca 1967 w trakcie wojny sześciodniowej w okolicach wąwozu Al-Dżaradi, podczas ofensywy na Al-Arisz. 

## Tło historyczne
Wybuch wojny sześciodniowej był poprzedzony napięciami izraelsko-arabskimi. Eskalację można było obserwować od 1965 roku, kiedy to Fatah przeprowadził pierwszy atak na izraelskie instalacje, którymi transportowano wodę z Jeziora Galilejskiego na południe kraju. Ponadto w okresie tym nasiliły się izraelsko-syryjskie spory wokół wykorzystywania wody z Jordanu i Jeziora Galilejskiego. Pod koniec 1964 roku Syryjczycy rozpoczęli ostrzał posterunków i gospodarstw izraelskich ze swoich pozycji na Wzgórzach Golan. Doprowadziło to do potyczek granicznych. Nasilające się napięcia doprowadziły Syryjczyków do przekonania o tym, iż Izraelczycy planują zająć Wzgórza Golan. Wobec tego, zaczęli wywierać naciski na Egipt i Związek Radziecki w celu otrzymania pomocy. 13 maja wywiad radziecki poinformował Egipcjan, że Izrael przegrupowuje swoje brygady w kierunku granicy z Syrią. 17 maja Egipt postanowił odpowiedzieć dyslokacją ponad 100 tys. żołnierzy na Synaju wymuszając wycofanie sił ONZ z tego obszaru. 22 maja Egipt ogłosił także zamknięcie Cieśniny Tirańskiej dla Izraelczyków. Państwa arabskie wysyłały swoje kontyngenty na pomoc Syrii i Egiptowi, podczas gdy europejskie mocarstwa nie chciały podjąć mediacji dyplomatycznych. Historiografia podaje różne przyczyny wybuchu wojny. Jedna mówi, iż Izrael, który obawiając się arabskiego ataku i źle interpretując działania Egiptu, podjął decyzję o rozpoczęciu działań uprzedzających i zaatakował Egipt, a potem Syrię. Za inną przyczynę wybuchu wojny podaje się także kulminację napięć w regionie pomiędzy Izraelem i Egiptem. Izraelska wersja z kolei uzasadnia wojnę tym, iż państwa arabskie nie dały innego wyboru Państwu Izrael, jak rozpoczęcie działań wojennych.

## Przebieg bitwy
5 czerwca podczas bitwy o węzeł Rafah, o godzinie 13:00, batalion czołgów pułkownika Szemu’ela Gonena dotarł do miejscowości Asz-Szajch Zuwajjid. Dowództwo armii postanowiło, że należy utrzymać tempo natarcia ku Al-Arisz i wykorzystać rozbicie sił egipskich w regionie. Wobec tego Gonen wyznaczył kompanię czołgów Szot i kompanię zwiadu do utrzymania kierunku natarcia na zachód ku 13-kilometrowego wąwozu Al-Dżaradi. Zbliżając się po krętej drodze do wąwozu izraelskie czołgi natknęły się na egipski garnizon w sile batalionu. Czołgi przejechały przez pozycje nieprzyjaciela nie napotykając poważnego oporu ze strony zaskoczonych Egipcjan, kontynuując natarcie w stronę Al-Arisz. Z kolei kompania zwiadu straciła kilka pojazdów, co zmusiło ją do zajęcia pozycji na pobliskich wydmach. Gdy izraelskie Szoty dotarły na peryferie Al-Arisz napotkały opór obrońców. Egipcjanie strzelali z umocnionych pozycji na dachach budynków, blokując drogę czołgom i ciężarówkom gąsienicowym. 
Kompania zwiadu walcząca z Egipcjanami w wąwozie Al-Dżaradi doniosła Gonenowi, że na miejscu znajdowały się silnie umocnione stanowiska bojowe, które skutecznie ostrzeliwały siły izraelskie. Około godziny 17 Izraelczycy w sile batalionu Pattonów przypuścili dwa ataki, jeden frontalny, a drugi flankujący od południa. Oba nie przyniosły skutku i wiązały się ze śmiercią dowódcy batalionu podpułkownika Ehuda Elada. Drugi atak przypuszczony godzinę później również nie przyniósł powodzenia Gonenowi. Pozycje Egipcjan stanowiły skuteczną zaporę dla reszty nacierających sił izraelskich ku Al-Arisz. Sytuacji nie polepszały przeciągające się walki o węzeł Rafah, które wiązały siły mogące pomóc w walkach o wąwóz. Po zmroku pojawiła się kompania Pattonów podpułkownika Mordechaja Awigata, która dzięki nawale artyleryjskiej przedarła się przez egipskie pozycje w wąwozie Al-Dżaradi. Do świtu piechota izraelska wyparła nieprzyjaciela z ostatnich pozycji w wąwozie, uzyskując w końcu wolną drogę do Al-Arisz. Straty izraelskie w walkach wyniosły 66 zabitych, 93 rannych i 28 czołgów.